# Sergej Klišin
Sergej Klišin (rusky Сергеи Клишин) nebo (německy Sergei Klischin), (* 24. květen 1967 Krasnojarsk, Sovětský svaz) je bývalý reprezentant Sovětského svazu a od roku 1994 Rakouska v judu.

## Sportovní kariéra
V nabitém Sovětském reprezentačním týmu se prosazoval jen velmi složitě. Trenéři preferovali v jeho kategorii Olega Malceva. Příležitost na velkém turnaji dostal pouze v soutěži týmů. Po rozpadu Sovětského svazu jeho kroky směřovaly do Rakouska, kde zápasil v bundeslize. Ke konci roku 1994 obdržel Rakouské občanství a tím prakticky i místenku na olympijské hry.
V roce 1996 patřil společně s Patrickem Reiterem za největší medailovou naději Rakušanů na olympijských hrách v Atlantě. Oba však nečekaně vypadli v prvním kole. Klišinovi se stal osudným neznámý Australan David Wilkinson, který ho v polovině zápasu hodil technikou boků na ippon.
Po fiasku na olympijských hrách si ještě o rok prodloužil vrcholovou kariéru. V roce 2000 se pokusil o comeback, ale na své druhé olympijské hry se již nekvalifikoval.
Žije v Moskvě, kde trénuje mladé judisty.

## Výsledky
| Turnaj             | Sovětský svaz | Sovětský svaz | Sovětský svaz | Sovětský svaz | Sovětský svaz | Sovětský svaz | Sovětský svaz |      |      | Rakousko | Rakousko | Rakousko | Rakousko |
| Turnaj             | 1985          | 1986          | 1987          | 1988          | 1989          | 1990          | 1991          | 1992 | 1993 | 1994     | 1995     | 1996     | 1997     |
| ------------------ | ------------- | ------------- | ------------- | ------------- | ------------- | ------------- | ------------- | ---- | ---- | -------- | -------- | -------- | -------- |
| Olympijské hry     | -             | -             | -             | dns           | -             | -             | -             | dns  | -    | -        | -        | úč.      | -        |
| Mistrovství světa  | dns           | -             | dns           | -             | dns           | -             | dns           | -    | dns  | -        | úč.      | -        | úč.      |
| Mistrovství Evropy | dns           | dns           | dns           | dns           | dns           | dns           | dns           | dns  | dns  | dns      | úč.      | 3.       | 2.       |
| ME juniorů         | 3.            | 1.            | 1.            | -             | -             | -             | -             | -    | -    | -        | -        | -        | -        |